# Sofia Romanskaja
Sofia Vasiljevna Vorosjilova-Romanskaja  (ryska: Софья Васильевна Ворошилова-Рома́нская), född 3 g.s. (15 augusti n.s.) 1886 i Sankt Petersburg, död 26 november 1969, var en sovjetisk astronom.
Romanskaja har fått nedslagskratern Romanskaya på planeten Venus uppkallad efter sig. Även asteroiden 3761 Romanskaya, upptäckt av Grigorij Neujmin 1936, är namngiven efter Romanskaja.